# ラグビー日本代表のテストマッチ一覧
ラグビー日本代表のテストマッチ一覧。1982年12月に日本ラグビーフットボール協会がキャップ制度を制定。1930年に行われたカナダ遠征（ブリティッシュコロンビア州代表戦）まで遡ってキャップ対象試合（テストマッチ）が指定された。
1989年5月28日のスコットランド戦は日本側はキャップ対象のテストマッチだったが、スコットランド側はテストマッチとせずスコットランドXVチームとして対戦しキャップ対象としていない。
このような違いはこの試合までで、1990年からは、原則としてテストマッチの設定を世界基準に合わせるようになった。その基準は、過去にさかのぼっては反映させない（現在の基準をもって、過去のキャップ対象試合を取り消すことはしない）。

## 1930年代
| # | 開催日        | 大会名                                | 対戦相手                 | 得点 | 失点 | 会場                     | レポート |
| - | ------------- | ------------------------------------- | ------------------------ | ---- | ---- | ------------------------ | -------- |
| 1 | 1930年9月24日 | カナダ遠征1930 第6戦                  | カナダBC州代表           | 3    | 3    | ブロクトン・ポイント     |          |
| 2 | 1932年1月31日 | カナダ代表第1回来日 第4戦             | カナダ                   | 9    | 8    | 花園ラグビー場（大阪府） |          |
| 3 | 1932年2月11日 | カナダ代表第1回来日 第7戦             | カナダ                   | 38   | 5    | 神宮競技場（東京都）     |          |
| 4 | 1934年2月11日 | オーストラリア学生選抜第1回来日 第5戦 | オーストラリア学生選抜   | 8    | 18   | 神宮競技場（東京都）     |          |
| 5 | 1934年2月18日 | オーストラリア学生選抜第1回来日 第7戦 | オーストラリア学生選抜   | 14   | 9    | 花園ラグビー場（大阪府） |          |
| 6 | 1936年2月9日  | NZ大学選抜第1回来日 第5戦             | ニュージーランド大学選抜 | 8    | 16   | 神宮競技場（東京都）     |          |
| 7 | 1936年2月16日 | NZ大学選抜第1回来日 第7戦             | ニュージーランド大学選抜 | 9    | 9    | 花園ラグビー場（大阪府） |          |

## 1950年代
| #  | 開催日        | 大会名                                               | 対戦相手                               | 得点 | 失点 | 会場                       | レポート |
| -- | ------------- | ---------------------------------------------------- | -------------------------------------- | ---- | ---- | -------------------------- | -------- |
| 8  | 1952年10月1日 | オックスフォード大学第1回来日 第6戦                  | オックスフォード大学                   | 0    | 35   | 花園ラグビー場（大阪府）   |          |
| 9  | 1952年10月5日 | オックスフォード大学第1回来日 第7戦                  | オックスフォード大学                   | 0    | 52   | 東京ラグビー場（東京都）   |          |
| 10 | 1953年9月27日 | ケンブリッジ大学第1回来日 第6戦                      | ケンブリッジ大学                       | 11   | 34   | 花園ラグビー場（大阪府）   |          |
| 11 | 1953年10月4日 | ケンブリッジ大学第1回来日 第8戦                      | ケンブリッジ大学                       | 6    | 35   | 秩父宮ラグビー場（東京都） |          |
| 12 | 1956年3月4日  | オーストラリア学生選抜第2回来日 第3戦                | オーストラリア学生選抜                 | 14   | 16   | 平和台陸上競技場（福岡県） |          |
| 13 | 1956年3月21日 | オーストラリア学生選抜第2回来日 第8戦                | オーストラリア学生選抜                 | 8    | 19   | 秩父宮ラグビー場（東京都） |          |
| 14 | 1956年3月25日 | オーストラリア学生選抜第2回来日 第9戦                | オーストラリア学生選抜                 | 6    | 19   | 花園ラグビー場（大阪府）   |          |
| 15 | 1958年3月2日  | NZ代表コルツ(U23)第1回来日第3戦                      | NZ代表コルツ（U23）                    | 3    | 34   | 平和台陸上競技場（福岡県） |          |
| 16 | 1958年3月9日  | NZ代表コルツ(U23)第1回来日第5戦                      | NZ代表コルツ（U23）                    | 6    | 32   | 花園ラグビー場（大阪府）   |          |
| 17 | 1958年3月23日 | NZ代表コルツ(U23)第1回来日第9戦                      | NZ代表コルツ（U23）                    | 3    | 56   | 秩父宮ラグビー場（東京都） |          |
| 18 | 1959年3月15日 | カナダBC州代表第2回来日第6戦                         | カナダBC州代表                         | 17   | 21   | 花園ラグビー場（大阪府）   |          |
| 19 | 1959年3月22日 | カナダBC州代表第2回来日第7戦                         | カナダBC州代表                         | 11   | 11   | 秩父宮ラグビー場（東京都） |          |
| 20 | 1959年9月27日 | オックスフォード・ケンブリッジ大学連合第1回来日第6戦 | オックスフォード・ケンブリッジ大学連合 | 6    | 54   | 花園ラグビー場（大阪府）   |          |
| 21 | 1959年10月4日 | オックスフォード・ケンブリッジ大学連合第1回来日第8戦 | オックスフォード・ケンブリッジ大学連合 | 14   | 44   | 秩父宮ラグビー場（東京都） |          |

## 1960年代
| #  | 開催日        | 大会名                                     | 対戦相手                   | 得点 | 失点 | 会場                       | レポート |
| -- | ------------- | ------------------------------------------ | -------------------------- | ---- | ---- | -------------------------- | -------- |
| 22 | 1963年4月13日 | カナダ遠征1963 第4戦                       | カナダBC州代表             | 33   | 6    | バンクーバー               |          |
| 23 | 1967年3月12日 | NZ大学選抜第2回来日 第5戦                  | ニュージーランド大学選抜   | 3    | 19   | 花園ラグビー場（大阪府）   |          |
| 24 | 1967年3月21日 | NZ大学選抜第2回来日 第9戦                  | ニュージーランド大学選抜   | 8    | 55   | 秩父宮ラグビー場（東京都） |          |
| 25 | 1968年6月3日  | ニュージーランド遠征1968 第8戦             | ジュニア・オールブラックス | 23   | 19   | ウェリントン               |          |
| 26 | 1968年6月8日  | ニュージーランド遠征1968 第10戦            | ニュージーランド大学選抜   | 16   | 25   | ウェリントン               |          |
| 27 | 1969年3月9日  | 1969年アジアラグビーフットボール大会 第2戦 | 香港                       | 24   | 22   | 秩父宮ラグビー場（東京都） |          |

## 1970年代
| #  | 開催日         | 大会名                                      | 対戦相手                        | 得点 | 失点 | 会場                                         | レポート |
| -- | -------------- | ------------------------------------------- | ------------------------------- | ---- | ---- | -------------------------------------------- | -------- |
| 28 | 1970年1月18日  | 1970年アジアラグビーフットボール大会 決勝   | タイ                            | 42   | 11   | バンコク                                     |          |
| 29 | 1970年3月8日   | NZ大学選抜第3回来日 第3戦                   | ニュージーランド大学選抜        | 6    | 16   | 秩父宮ラグビー場（東京都）                   |          |
| 30 | 1970年3月15日  | NZ大学選抜第3回来日 第5戦                   | ニュージーランド大学選抜        | 14   | 28   | 花園ラグビー場（大阪府）                     |          |
| 31 | 1970年3月22日  | 3国対抗(NZU・カナダBC.・日本)第1戦          | カナダBC州代表                  | 32   | 3    | 秩父宮ラグビー場（東京都）                   |          |
| 32 | 1970年3月29日  | 3国対抗(NZU・カナダBC.・日本)第3戦          | ニュージーランド大学選抜        | 14   | 46   | 秩父宮ラグビー場（東京都）                   |          |
| 33 | 1971年9月24日  | イングランド代表第1回来日第2戦              | イングランドXV                  | 19   | 27   | 花園ラグビー場（大阪府）                     |          |
| 34 | 1971年9月28日  | イングランド代表第1回来日第3戦              | イングランドXV                  | 3    | 6    | 秩父宮ラグビー場（東京都）                   |          |
| 35 | 1972年4月2日   | オーストラリア代表コルツ(U23)来日第6戦      | オーストラリア代表コルツ（U23） | 24   | 22   | 花園ラグビー場（大阪府）                     |          |
| 36 | 1972年4月8日   | オーストラリア代表コルツ(U23)来日第8戦      | オーストラリア代表コルツ（U23） | 17   | 17   | 秩父宮ラグビー場（東京都）                   |          |
| 37 | 1972年11月11日 | 1972年アジアラグビーフットボール大会 決勝   | 香港                            | 16   | 0    | ハッピーバレー（香港）                       |          |
| 38 | 1973年10月6日  | イギリス・フランス遠征1973 第5戦            | ウェールズXV                    | 14   | 62   | カーディフ・アームズ・パーク（カーディフ）   |          |
| 39 | 1973年10月13日 | イギリス・フランス遠征1973 第7戦            | イングランドU23                 | 10   | 19   | トゥイッケナム・スタジアム（ロンドン）       |          |
| 40 | 1973年10月27日 | イギリス・フランス遠征1973 第11戦           | フランスXV                      | 18   | 30   | ボルドー                                     |          |
| 41 | 1974年5月12日  | ニュージーランド遠征1974 第7戦              | ニュージーランド大学選抜        | 31   | 40   | ダニーデン                                   |          |
| 42 | 1974年5月19日  | ニュージーランド遠征1974 第9戦              | ジュニア・オールブラックス      | 31   | 55   | オークランド                                 |          |
| 43 | 1974年5月26日  | ニュージーランド遠征1974 第11戦             | ニュージーランド大学選抜        | 24   | 21   | ウェリントン                                 |          |
| 44 | 1974年11月23日 | 1974年アジアラグビーフットボール大会 決勝   | スリランカ                      | 44   | 6    | コロンボ                                     |          |
| 45 | 1975年3月30日  | ケンブリッジ大学第2回来日第4戦              | ケンブリッジ大学                | 16   | 13   | 旧国立競技場（東京都）                       |          |
| 46 | 1975年8月2日   | オーストラリア遠征1975 第5戦                | オーストラリア                  | 7    | 37   | シドニー                                     |          |
| 47 | 1975年8月17日  | オーストラリア遠征1975 第9戦                | オーストラリア                  | 25   | 50   | ブリスベン                                   |          |
| 48 | 1975年9月21日  | ウェールズ代表第1回来日 第3戦               | ウェールズXV                    | 12   | 56   | 花園ラグビー場（大阪府）                     |          |
| 49 | 1975年9月24日  | ウェールズ代表第1回来日 第4戦               | ウェールズ                      | 6    | 82   | 旧国立競技場（東京都）                       |          |
| 50 | 1976年3月28日  | NZ大学選抜第4回来日 第4戦                   | ニュージーランド大学選抜        | 6    | 45   | 旧国立競技場（東京都）                       |          |
| 51 | 1976年5月12日  | カナダ遠征1976 第4戦                        | カナダBC州代表                  | 7    | 38   | バンクーバー                                 |          |
| 52 | 1976年9月25日  | イギリス・イタリア遠征1976 第2戦            | スコットランドXV                | 9    | 34   | マレーフィールド・スタジアム（エディンバラ） |          |
| 53 | 1976年10月9日  | イギリス・イタリア遠征1976 第6戦            | ウエールズクラブ連合            | 9    | 63   | スウォンジー                                 |          |
| 54 | 1976年10月16日 | イギリス・イタリア遠征1976 第8戦            | イングランドU23代表             | 15   | 58   | トゥイッケナム・スタジアム（ロンドン）       |          |
| 55 | 1976年10月21日 | イギリス・イタリア遠征1976 第10戦           | イタリア                        | 3    | 25   | パドバ                                       |          |
| 56 | 1976年11月20日 | 1976年アジアラグビーフットボール大会 決勝   | 韓国                            | 11   | 3    | ソウル                                       |          |
| 57 | 1977年3月27日  | オックスフォード大学第2回来日第4戦          | オックスフォード大学            | 16   | 20   | 旧国立競技場（東京都）                       |          |
| 58 | 1977年9月18日  | スコットランド代表第1回来日第3戦            | スコットランドXV                | 9    | 74   | 旧国立競技場（東京都）                       |          |
| 59 | 1978年3月5日   | オーストラリアクィンズランド州代表来日第2戦 | クイーンズランド州代表          | 6    | 42   | 秩父宮ラグビー場（東京都）                   |          |
| 60 | 1978年9月23日  | フランス代表第1回来日第4戦                  | フランスXV                      | 16   | 55   | 旧国立競技場（東京都）                       |          |
| 61 | 1978年11月25日 | 1978年アジアラグビーフットボール大会 決勝   | 韓国                            | 16   | 4    | ムルデカ・スタジアム（クアラルンプール）     |          |
| 62 | 1979年5月13日  | イングランド代表第2回来日第2戦              | イングランドXV                  | 19   | 21   | 花園ラグビー場（大阪府）                     |          |
| 63 | 1979年5月20日  | イングランド代表第2回来日第4戦              | イングランドXV                  | 18   | 38   | 旧国立競技場（東京都）                       |          |
| 64 | 1979年9月24日  | ケンブリッジ大学第3回来日第5戦              | ケンブリッジ大学                | 19   | 28   | 旧国立競技場（東京都）                       |          |

## 1980年代
| #   | 開催日         | 大会名                                                        | 対戦相手                               | 得点 | 失点 | 会場                                           | レポート |
| --- | -------------- | ------------------------------------------------------------- | -------------------------------------- | ---- | ---- | ---------------------------------------------- | -------- |
| 65  | 1980年3月30日  | NZ大学選抜第5回来日 第4戦                                     | ニュージーランド大学選抜               | 25   | 25   | 旧国立競技場（東京都）                         |          |
| 66  | 1980年10月4日  | フランス・オランダ遠征1980 第1戦                              | オランダ                               | 13   | 15   | イルベルサム                                   |          |
| 67  | 1980年10月19日 | フランス・オランダ遠征1980 第5戦                              | フランスXV                             | 3    | 23   | トゥールーズ                                   |          |
| 68  | 1980年11月16日 | 1980年アジアラグビーフットボール大会 決勝                     | 韓国                                   | 21   | 12   | 台北スタジアム                                 |          |
| 69  | 1981年3月21日  | オーストラリア学生選抜第3回来日 第5戦                         | オーストラリア学生選抜                 | 10   | 9    | 秩父宮ラグビー場（東京都）                     |          |
| 70  | 1982年1月30日  | 香港代表第4回来日第3戦                                        | 香港                                   | 18   | 12   | 秩父宮ラグビー場（東京都）                     |          |
| 71  | 1982年4月11日  | カナダ代表第4回来日(BC代表を含む)第4戦                        | カナダ                                 | 24   | 18   | 花園ラグビー場（大阪府）                       |          |
| 72  | 1982年4月18日  | カナダ代表第4回来日第6戦                                      | カナダ                                 | 16   | 6    | 秩父宮ラグビー場（東京都）                     |          |
| 73  | 1982年5月16日  | ニュージーランド遠征1982 第6戦                                | ニュージーランド大学選抜               | 20   | 35   | ウェリントン                                   |          |
| 74  | 1982年5月30日  | ニュージーランド遠征1982 第10戦                               | ニュージーランド大学選抜               | 6    | 22   | プケコヘ                                       |          |
| 75  | 1982年9月19日  | 3国対抗(イングランド学生代表第1回・NZ大学選抜第6回来日)第4戦  | イングランド学生代表                   | 0    | 43   | 花園ラグビー場（大阪府）                       |          |
| 76  | 1982年9月26日  | 3国対抗(イングランド学生代表第1回・NZ大学選抜第6回来日)第10戦 | ニュージーランド大学選抜               | 31   | 15   | 旧国立競技場（東京都）                         |          |
| 77  | 1982年11月27日 | 1982年アジアラグビーフットボール大会 決勝                     | 韓国                                   | 9    | 12   | ジャラン・ベサール・スタジアム（シンガポール） |          |
| 78  | 1983年9月25日  | オックスフォード第3回・ケンブリッジ大学第4回帯同来日第10戦    | オックスフォード・ケンブリッジ大学連合 | 10   | 15   | 旧国立競技場（東京都）                         |          |
| 79  | 1983年10月22日 | ウエールズ遠征1983 第5戦                                      | ウェールズXV                           | 24   | 29   | カーディフ                                     |          |
| 80  | 1984年9月30日  | フランス代表第2回来日第3戦                                    | フランスXV                             | 0    | 52   | 花園ラグビー場（大阪府）                       |          |
| 81  | 1984年10月7日  | フランス代表第2回来日第5戦                                    | フランスXV                             | 12   | 40   | 旧国立競技場（東京都）                         |          |
| 82  | 1984年10月27日 | 1984年アジアラグビーフットボール大会 決勝                     | 韓国                                   | 20   | 13   | 福岡県営春日公園球技場（福岡県）               |          |
| 83  | 1985年4月21日  | アメリカ代表第1回来日第6戦                                    | アメリカ合衆国                         | 15   | 16   | 秩父宮ラグビー場（東京都）                     |          |
| 84  | 1985年5月26日  | アイルランド代表第1回来日 第3戦                               | アイルランド                           | 13   | 48   | 長居陸上競技場（大阪府）                       |          |
| 85  | 1985年6月2日   | アイルランド代表第1回来日 第5戦                               | アイルランド                           | 15   | 33   | 秩父宮ラグビー場（東京都）                     |          |
| 86  | 1985年10月19日 | フランス遠征1985 第4戦                                        | フランスXV                             | 0    | 50   | ダックス                                       |          |
| 87  | 1985年10月26日 | フランス遠征1985 第6戦                                        | フランスXV                             | 0    | 52   | ボージョワール                                 |          |
| 88  | 1986年5月31日  | アメリカ・カナダ遠征1986 第6戦                                | アメリカ合衆国                         | 9    | 9    | マードック                                     |          |
| 89  | 1986年6月7日   | アメリカ・カナダ遠征1986 第8戦                                | カナダ                                 | 26   | 21   | スワンガード                                   |          |
| 90  | 1986年9月27日  | イングランド・スコットランド遠征1986 第4戦                    | スコットランドXV                       | 18   | 33   | マレーフィールド・スタジアム（エディンバラ）   |          |
| 91  | 1986年10月11日 | イングランド・スコットランド遠征1986 第8戦                    | イングランドXV                         | 12   | 39   | トゥイッケナム・スタジアム（ロンドン）         |          |
| 92  | 1986年11月29日 | 1986年アジアラグビーフットボール大会 決勝                     | 韓国                                   | 22   | 24   | チュラロンコン大学                             |          |
| 93  | 1987年5月24日  | ラグビーワールドカップ1987 プール1 第1戦                      | アメリカ合衆国                         | 18   | 21   | バリーモア・スタジアム（ブリスベン）           |          |
| 94  | 1987年5月30日  | ラグビーワールドカップ1987 プール1 第2戦                      | イングランド                           | 7    | 60   | コンコルド・オーバル（シドニー）               |          |
| 95  | 1987年6月3日   | ラグビーワールドカップ1987 プール1 第3戦                      | オーストラリア                         | 23   | 42   | コンコルド・オーバル（シドニー）               |          |
| 96  | 1987年10月3日  | アイルランド学生代表来日第5戦                                 | アイルランド学生代表                   | 12   | 24   | 旧国立競技場（東京都）                         |          |
| 97  | 1987年10月25日 | ニュージーランド代表第1回来日 第2戦                           | ニュージーランドXV                     | 0    | 74   | 花園ラグビー場（大阪府）                       |          |
| 98  | 1987年11月1日  | ニュージーランド代表第1回来日 第4戦                           | ニュージーランドXV                     | 4    | 106  | 旧国立競技場（東京都）                         |          |
| 99  | 1988年10月1日  | オックスフォード大学第4回来日第5戦                            | オックスフォード大学                   | 12   | 23   | 秩父宮ラグビー場（東京都）                     |          |
| 100 | 1988年11月19日 | 1988年アジアラグビーフットボール大会 決勝                     | 韓国                                   | 13   | 17   | 香港ガバメントスタジアム                       |          |
| 101 | 1989年5月28日  | スコットランド代表第2回来日 第5戦                             | スコットランドXV                       | 28   | 24   | 秩父宮ラグビー場（東京都）                     |          |

## 1990年代
| #   | 開催日         | 大会名                                                     | 対戦相手             | 得点 | 失点 | 会場                                               | レポート |
| --- | -------------- | ---------------------------------------------------------- | -------------------- | ---- | ---- | -------------------------------------------------- | -------- |
| 102 | 1990年3月4日   | フィジー代表第1回来日第3戦                                 | フィジー             | 6    | 32   | 秩父宮ラグビー場（東京都）                         |          |
| 103 | 1990年4月8日   | 第2回RWCアジア太平洋地区予選(日本)第1戦                    | トンガ               | 28   | 16   | 秩父宮ラグビー場（東京都）                         |          |
| 104 | 1990年4月11日  | 第2回RWCアジア太平洋地区予選(日本)第2戦                    | 韓国                 | 26   | 10   | 秩父宮ラグビー場（東京都）                         |          |
| 105 | 1990年4月15日  | 第2回RWCアジア太平洋地区予選(日本)第3戦                    | 西サモア             | 11   | 37   | 秩父宮ラグビー場（東京都）                         |          |
| 106 | 1990年9月23日  | アメリカ代表第2回来日第3戦                                 | アメリカ合衆国       | 15   | 25   | 秩父宮ラグビー場（東京都）                         |          |
| 107 | 1990年10月27日 | 1990年アジアラグビーフットボール大会 決勝                  | 韓国                 | 9    | 13   | スガタダサ・スタジアム                             |          |
| 108 | 1991年4月27日  | アメリカ・カナダ遠征1991 第1戦                             | アメリカ合衆国       | 9    | 20   | ミネアポリス                                       |          |
| 109 | 1991年5月4日   | アメリカ・カナダ遠征1991 第3戦                             | アメリカ合衆国       | 15   | 27   | シカゴ                                             |          |
| 110 | 1991年5月11日  | アメリカ・カナダ遠征1991 第5戦                             | カナダ               | 26   | 49   | サンダーバードスタジアム（バンクーバー）           |          |
| 111 | 1991年9月7日   | 香港代表第6回来日第2戦                                     | 香港                 | 42   | 3    | 江戸川区陸上競技場（東京都）                       |          |
| 112 | 1991年10月5日  | ラグビーワールドカップ1991 プールB 第1戦                   | スコットランド       | 9    | 47   | マレーフィールド・スタジアム（エディンバラ）       |          |
| 113 | 1991年10月9日  | ラグビーワールドカップ1991 プールB 第2戦                   | アイルランド         | 16   | 32   | ランズダウン・ロード（ダブリン）                   |          |
| 114 | 1991年10月14日 | ラグビーワールドカップ1991 プールB 第3戦                   | ジンバブエ           | 52   | 8    | レイヴェンヒル・スタジアム（ベルファスト）         |          |
| 115 | 1992年9月26日  | 1992年アジアラグビーフットボール大会 決勝                  | 香港                 | 37   | 9    | 東大門運動場（ソウル特別市）                       |          |
| 116 | 1993年5月15日  | アルゼンチン遠征1993 第3戦                                 | アルゼンチン         | 27   | 30   | トゥクマン                                         |          |
| 117 | 1993年5月22日  | アルゼンチン遠征1993 第5戦                                 | アルゼンチン         | 20   | 45   | ブエノスアイレス                                   |          |
| 118 | 1993年10月16日 | ウェールズ遠征1993 第6戦                                   | ウェールズ           | 5    | 55   | カーディフ・アームズ・パーク（カーディフ）         |          |
| 119 | 1994年5月8日   | フィジー代表第2回来日第3戦                                 | フィジー             | 24   | 18   | 愛媛県総合運動公園（愛媛県）                       |          |
| 120 | 1994年5月15日  | フィジー代表第2回来日第5戦                                 | フィジー             | 20   | 8    | 旧国立競技場（東京都）                             |          |
| 121 | 1994年6月18日  | 香港代表第7回来日第3戦                                     | 香港                 | 22   | 10   | 札幌月寒ラグビー場（北海道）                       |          |
| 122 | 1994年10月29日 | 1994年アジアラグビーフットボール大会 兼 第3回RWC予選 決勝  | 韓国                 | 26   | 11   | チュラス                                           |          |
| 123 | 1995年2月11日  | トンガ代表第1回来日 第1戦                                  | トンガ               | 16   | 47   | 瑞穂ラグビー場（愛知県）                           |          |
| 124 | 1995年2月19日  | トンガ代表第1回来日 第3戦                                  | トンガ               | 16   | 24   | 秩父宮ラグビー場（東京都）                         |          |
| 125 | 1995年5月3日   | ルーマニア代表第1回来日第2戦                               | ルーマニア           | 34   | 21   | 秩父宮ラグビー場（東京都）                         |          |
| 126 | 1995年5月27日  | ラグビーワールドカップ1995 プールC 第1戦                   | ウェールズ           | 10   | 57   | フリーステイト・スタジアム（ブルームフォンテーン） |          |
| 127 | 1995年5月31日  | ラグビーワールドカップ1995 プールC 第2戦                   | アイルランド         | 28   | 50   | フリーステイト・スタジアム（ブルームフォンテーン） |          |
| 128 | 1995年6月4日   | ラグビーワールドカップ1995 プールC 第3戦                   | ニュージーランド     | 17   | 145  | フリーステイト・スタジアム（ブルームフォンテーン） |          |
| 129 | 1996年5月11日  | 1996年パシフィック・リム選手権 第1戦                       | 香港                 | 34   | 27   | 秩父宮ラグビー場（東京都）                         |          |
| 130 | 1996年5月18日  | 1996年パシフィック・リム選手権 第2戦                       | 香港                 | 9    | 33   | 香港仔運動場（香港）                               |          |
| 131 | 1996年6月9日   | 1996年パシフィック・リム選手権 第3戦                       | カナダ               | 18   | 45   | 秩父宮ラグビー場（東京都）                         |          |
| 132 | 1996年6月16日  | 1996年パシフィック・リム選手権 第4戦                       | アメリカ合衆国       | 24   | 18   | 秩父宮ラグビー場（東京都）                         |          |
| 133 | 1996年7月6日   | 1996年パシフィック・リム選手権 第5戦                       | アメリカ合衆国       | 5    | 74   | ボクサースタジアム（サンフランシスコ）             |          |
| 134 | 1996年7月13日  | 1996年パシフィック・リム選手権 第6戦                       | カナダ               | 30   | 51   | サンダーバードスタジアム（バンクーバー）           |          |
| 135 | 1996年11月9日  | 1996年アジアラグビーフットボール大会 決勝                  | 韓国                 | 41   | 25   | 台北スタジアム                                     |          |
| 136 | 1997年5月3日   | 1997年パシフィック・リム選手権 第1戦                       | 香港                 | 20   | 42   | 香港仔運動場（香港）                               |          |
| 137 | 1997年5月18日  | 1997年パシフィック・リム選手権 第2戦                       | カナダ               | 32   | 31   | 秩父宮ラグビー場（東京都）                         |          |
| 138 | 1997年5月25日  | 1997年パシフィック・リム選手権 第3戦                       | アメリカ合衆国       | 12   | 20   | 花園ラグビー場（大阪府）                           |          |
| 139 | 1997年6月7日   | 1997年パシフィック・リム選手権 第4戦                       | アメリカ合衆国       | 29   | 51   | ボクサースタジアム（サンフランシスコ）             |          |
| 140 | 1997年6月14日  | 1997年パシフィック・リム選手権 第5戦                       | カナダ               | 18   | 42   | サンダーバードスタジアム（バンクーバー）           |          |
| 141 | 1997年6月29日  | 1997年パシフィック・リム選手権 第6戦                       | 香港                 | 23   | 41   | 秩父宮ラグビー場（東京都）                         |          |
| 142 | 1998年5月3日   | 1998年パシフィック・リム選手権 第1戦                       | カナダ               | 22   | 30   | 秩父宮ラグビー場（東京都）                         |          |
| 143 | 1998年5月10日  | 1998年パシフィック・リム選手権 第2戦                       | アメリカ合衆国       | 27   | 38   | 秩父宮ラグビー場（東京都）                         |          |
| 144 | 1998年5月23日  | 1998年パシフィック・リム選手権 第3戦                       | 香港                 | 38   | 31   | 香港仔運動場（香港）                               |          |
| 145 | 1998年6月7日   | 1998年パシフィック・リム選手権 第4戦                       | 香港                 | 16   | 17   | 秩父宮ラグビー場（東京都）                         |          |
| 146 | 1998年6月13日  | 1998年パシフィック・リム選手権 第5戦                       | アメリカ合衆国       | 25   | 21   | ボクサースタジアム（サンフランシスコ）             |          |
| 147 | 1998年6月20日  | 1998年パシフィック・リム選手権 第6戦                       | カナダ               | 25   | 34   | サンダーバードスタジアム（バンクーバー）           |          |
| 148 | 1998年9月15日  | アルゼンチン代表第1回来日第2戦                             | アルゼンチン         | 44   | 29   | 秩父宮ラグビー場（東京都）                         |          |
| 149 | 1998年10月24日 | 1998年アジアラグビーフットボール大会 兼 第4回RWC予選 第1戦 | 韓国                 | 40   | 12   | ナショナルスタジアム（シンガポール）               |          |
| 150 | 1998年10月27日 | 1998年アジアラグビーフットボール大会 兼 第4回RWC予選 第2戦 | チャイニーズタイペイ | 134  | 6    | ナショナルスタジアム（シンガポール）               |          |
| 151 | 1998年10月31日 | 1998年アジアラグビーフットボール大会 兼 第4回RWC予選 第3戦 | 香港                 | 47   | 7    | ナショナルスタジアム（シンガポール）               |          |
| 152 | 1998年12月18日 | 第13回アジア競技会 決勝                                    | 韓国                 | 17   | 21   | タイ・アーミー・スポーツ・スタジアム（バンコク）   |          |
| 153 | 1999年5月1日   | 1999年パシフィック・リム選手権 第1戦                       | カナダ               | 23   | 21   | 秩父宮ラグビー場（東京都）                         |          |
| 154 | 1999年5月8日   | 1999年パシフィック・リム選手権 第2戦                       | トンガ               | 44   | 17   | 秩父宮ラグビー場（東京都）                         |          |
| 155 | 1999年5月22日  | 1999年パシフィック・リム選手権 第3戦                       | サモア               | 37   | 34   | 花園ラグビー場（大阪府）                           |          |
| 156 | 1999年6月5日   | 1999年パシフィック・リム選手権 第4戦                       | フィジー             | 9    | 16   | ラウトカ                                           |          |
| 157 | 1999年6月12日  | 1999年パシフィック・リム選手権 第5戦                       | アメリカ合衆国       | 47   | 31   | ホノルル（ハワイ州）                               |          |
| 158 | 1999年8月20日  | スペイン代表第1回来日第2戦                                 | スペイン             | 30   | 7    | 旧国立競技場（東京都）                             |          |
| 159 | 1999年10月3日  | ラグビーワールドカップ1999 プールD 第1戦                   | サモア               | 9    | 43   | レースコースグラウンド（レクサム）                 |          |
| 160 | 1999年10月9日  | ラグビーワールドカップ1999 プールD 第2戦                   | ウェールズ           | 15   | 64   | ミレニアム・スタジアム（カーディフ）               |          |
| 161 | 1999年10月16日 | ラグビーワールドカップ1999 プールD 第3戦                   | アルゼンチン         | 12   | 33   | ミレニアム・スタジアム（カーディフ）               |          |

## 2000年代
| #   | 開催日         | 大会名                                                           | 対戦相手                   | 得点 | 失点 | 会場                                                             | レポート |
| --- | -------------- | ---------------------------------------------------------------- | -------------------------- | ---- | ---- | ---------------------------------------------------------------- | -------- |
| 162 | 2000年5月20日  | 2000年パシフィック・リム選手権 第1戦                             | フィジー                   | 22   | 47   | 秩父宮ラグビー場（東京都）                                       |          |
| 163 | 2000年5月27日  | 2000年パシフィック・リム選手権 第2戦                             | アメリカ合衆国             | 21   | 36   | 花園ラグビー場（大阪府）                                         |          |
| 164 | 2000年6月3日   | 2000年パシフィック・リム選手権 第3戦                             | トンガ                     | 25   | 26   | 秩父宮ラグビー場（東京都）                                       |          |
| 165 | 2000年6月10日  | 2000年パシフィック・リム選手権 第4戦                             | サモア                     | 9    | 68   | アピアパーク（アピア）                                           |          |
| 166 | 2000年7月2日   | 2000年アジアラグビーフットボール大会 決勝 兼 第2回日韓定期戦     | 韓国                       | 34   | 29   | 青森県総合運動公園（青森県）                                     |          |
| 167 | 2000年7月15日  | 2000年パシフィック・リム選手権 大会第5戦                         | カナダ                     | 18   | 62   | フレッチャーズフィールド（マーカム）                             |          |
| 168 | 2000年11月11日 | フランス・アイルランド遠征2000 第3戦                             | アイルランド               | 9    | 78   | ランズダウン・ロード（ダブリン）                                 |          |
| 169 | 2001年5月13日  | 第1回アジア3国対抗(RWCアジア1次予選) 兼 第3回日韓定期戦          | 韓国                       | 27   | 19   | 秩父宮ラグビー場（東京都）                                       |          |
| 170 | 2001年5月27日  | 第1回アジア3国対抗(RWCアジア1次予選)                             | チャイニーズタイペイ       | 65   | 15   | 台南ラグビー場                                                   |          |
| 171 | 2001年6月10日  | ウェールズ代表第2回来日 第3戦                                    | ウェールズ                 | 10   | 64   | 花園ラグビー場（大阪府）                                         |          |
| 172 | 2001年6月17日  | ウェールズ代表第2回来日 第5戦                                    | ウェールズ                 | 30   | 53   | 秩父宮ラグビー場（東京都）                                       |          |
| 173 | 2001年7月4日   | 2001年パシフィック・リム選手権 1回戦                             | サモア                     | 8    | 47   | 東京スタジアム（東京都）                                         |          |
| 174 | 2001年7月8日   | 2001年パシフィック・リム選手権 3位決定戦                         | カナダ                     | 39   | 7    | 秩父宮ラグビー場（東京都）                                       |          |
| 175 | 2002年5月19日  | リポビタンDチャレンジ2002 ロシア代表第1回来日                    | ロシア                     | 59   | 19   | 旧国立競技場（東京都）                                           |          |
| 176 | 2002年5月26日  | リポビタンDチャレンジ2002 トンガ代表第2回来日                    | トンガ                     | 29   | 41   | 熊谷ラグビー場（埼玉県）                                         |          |
| 177 | 2002年6月16日  | 第2回アジア3国対抗(第5回RWCアジア地区最終予選)                   | 韓国                       | 90   | 24   | 旧国立競技場（東京都）                                           |          |
| 178 | 2002年7月6日   | 第2回アジア3国対抗(RWCアジア地区最終予選)                        | チャイニーズタイペイ       | 155  | 3    | 旧国立競技場（東京都）                                           |          |
| 179 | 2002年7月14日  | 第2回アジア3国対抗(RWCアジア地区最終予選)                        | 韓国                       | 55   | 17   | 東大門運動場（ソウル特別市）                                     |          |
| 180 | 2002年7月21日  | 第2回アジア3国対抗(RWCアジア地区最終予選)                        | チャイニーズタイペイ       | 120  | 3    | 台南ラグビー場                                                   |          |
| 181 | 2002年10月13日 | 第14回アジア競技大会 決勝                                        | 韓国                       | 34   | 45   | 蔚山公設運動場                                                   |          |
| 182 | 2003年5月17日  | 第1回スーパーパワーズカップ                                      | アメリカ合衆国             | 27   | 69   | ボクサースタジアム（サンフランシスコ）                           |          |
| 183 | 2003年5月25日  | 第1回スーパーパワーズカップ                                      | ロシア                     | 34   | 43   | 秩父宮ラグビー場（東京都）                                       |          |
| 184 | 2003年6月5日   | リポビタンDチャレンジ2003 オーストラリアA代表来日第1戦           | オーストラリアA代表        | 5    | 63   | 長居第2陸上競技場（大阪府）                                      |          |
| 185 | 2003年6月8日   | オーストラリアA代表来日第2戦                                     | オーストラリアA代表        | 15   | 66   | 秩父宮ラグビー場（東京都）                                       |          |
| 186 | 2003年6月15日  | 第5回日韓定期戦                                                  | 韓国                       | 86   | 3    | 花園ラグビー場（大阪府）                                         |          |
| 187 | 2003年7月3日   | イングランド代表第3回来日第1戦                                   | イングランドXV             | 10   | 37   | 東京スタジアム（東京都）                                         |          |
| 188 | 2003年7月6日   | リポビタンDチャレンジ2003                                        | イングランドXV             | 20   | 55   | 旧国立競技場（東京都）                                           |          |
| 189 | 2003年10月12日 | ラグビーワールドカップ2003 プールB 第1戦                         | スコットランド             | 11   | 32   | ウィロウズ・スポーツコンプレックス（タウンズビル）               |          |
| 190 | 2003年10月18日 | ラグビーワールドカップ2003 プールB 第2戦                         | フランス                   | 29   | 51   | ウィロウズ・スポーツコンプレックス（タウンズビル）               |          |
| 191 | 2003年10月23日 | ラグビーワールドカップ2003 プールB 第3戦                         | フィジー                   | 13   | 41   | ウィロウズ・スポーツコンプレックス（タウンズビル）               |          |
| 192 | 2003年10月27日 | ラグビーワールドカップ2003 プールB 第4戦                         | アメリカ合衆国             | 26   | 39   | セントラルコースト・スタジアム（ゴスフォード）                   |          |
| 193 | 2004年5月16日  | 第4回アジア3国対抗(RWC1次予選) 兼 第6回日韓定期戦                | 韓国                       | 19   | 19   | 秩父宮ラグビー場（東京都）                                       |          |
| 194 | 2004年5月27日  | 第2回スーパーパワーズカップ 1回戦                                | ロシア                     | 29   | 12   | 旧国立競技場（東京都）                                           |          |
| 195 | 2004年5月30日  | 第2回スーパーパワーズカップ 決勝                                 | カナダ                     | 34   | 21   | 秩父宮ラグビー場（東京都）                                       |          |
| 196 | 2004年7月4日   | リポビタンDチャレンジ2004                                        | イタリア                   | 19   | 32   | 秩父宮ラグビー場（東京都）                                       |          |
| 197 | 2004年11月13日 | ヨーロッパ遠征2004 第1戦                                         | スコットランド             | 8    | 100  | マクダーミッド                                                   |          |
| 198 | 2004年11月20日 | ヨーロッパ遠征2004 第2戦                                         | ルーマニア                 | 10   | 25   | ブカレスト・ステアウア                                           |          |
| 199 | 2004年11月26日 | ヨーロッパ遠征2004 第3戦                                         | ウェールズ                 | 0    | 98   | ミレニアム・スタジアム（カーディフ）                             |          |
| 200 | 2005年4月16日  | 南アメリカ遠征2005 第1戦                                         | ウルグアイ                 | 18   | 24   | エスタジオ・ルイス・フランシーニ（モンテビデオ）                 |          |
| 201 | 2005年4月23日  | 南アメリカ遠征2005 第2戦                                         | アルゼンチン               | 36   | 68   | ブエノスアイレス・クリケット＆ラグビークラブ（ブエノスアイレス） |          |
| 202 | 2005年5月8日   | 第5回アジア3国対抗(RWCアジア2次予選〉                            | 香港                       | 91   | 3    | 秩父宮ラグビー場（東京都）                                       |          |
| 203 | 2005年5月15日  | 第5回アジア3国対抗(RWCアジア2次予選) 兼 第7回日韓定期戦          | 韓国                       | 50   | 31   | 江原道寧越郡総合                                                 |          |
| 204 | 2005年5月25日  | 第3回スーパーパワーズカップ 1回戦                                | ルーマニア                 | 23   | 16   | 旧国立競技場（東京都）                                           |          |
| 205 | 2005年5月29日  | 第3回スーパーパワーズカップ 決勝                                 | カナダ                     | 10   | 15   | 秩父宮ラグビー場（東京都）                                       |          |
| 206 | 2005年6月12日  | リポビタンDチャレンジ2005                                        | アイルランド               | 12   | 44   | 長居陸上競技場（大阪府）                                         |          |
| 207 | 2005年6月19日  | リポビタンDチャレンジ2005                                        | アイルランド               | 18   | 47   | 秩父宮ラグビー場（東京都）                                       |          |
| 208 | 2005年11月5日  | リポビタンDチャレンジ2005                                        | スペイン                   | 44   | 29   | 秩父宮ラグビー場（東京都）                                       |          |
| 209 | 2006年4月16日  | 第6回アジア3国対抗(RWC３次予選)                                  | アラビアンガルフ代表       | 82   | 9    | 秩父宮ラグビー場（東京都）                                       |          |
| 210 | 2006年4月23日  | 第6回アジア3国対抗(RWC３次予選) 兼 第8回日韓定期戦               | 韓国                       | 50   | 14   | 秩父宮ラグビー場（東京都）                                       |          |
| 211 | 2006年5月14日  | リポビタンDチャレンジ2006                                        | ジョージア                 | 32   | 7    | 花園ラグビー場（大阪府）                                         |          |
| 212 | 2006年6月4日   | 第1回IRBパシフィックネーションズカップ2006                       | トンガ                     | 16   | 57   | 北九州市立本城陸上競技場（福岡県）                               |          |
| 213 | 2006年6月11日  | リポビタンDチャレンジ2006                                        | イタリア                   | 6    | 52   | 秩父宮ラグビー場（東京都）                                       |          |
| 214 | 2006年6月17日  | 第1回IRBパシフィック・ネーションズカップ2006                     | サモア                     | 9    | 53   | ニュープリマス                                                   |          |
| 215 | 2006年6月24日  | 第1回IRBパシフィック・ネーションズカップ2006                     | ジュニア・オールブラックス | 8    | 38   | ダニーデン                                                       |          |
| 216 | 2006年7月1日   | 第1回IRBパシフィック・ネーションズカップ2006                     | フィジー                   | 15   | 29   | 長居球技場（大阪府）                                             |          |
| 217 | 2006年11月18日 | 第7回アジア3国対抗(RWC最終予選)                                  | 香港                       | 52   | 3    | 香港フットボールクラブ球技場（香港）                             |          |
| 218 | 2006年11月25日 | 第7回アジア3国対抗(RWC最終予選) 兼 第9回日韓定期戦               | 韓国                       | 54   | 0    | 香港フットボールクラブ球技場（香港）                             |          |
| 219 | 2007年4月22日  | リポビタンDチャレンジ2007 第8回アジア3国対抗 兼 第10回日韓定期戦 | 韓国                       | 82   | 0    | 秩父宮ラグビー場（東京都）                                       |          |
| 220 | 2007年4月29日  | リポビタンDチャレンジ2007 第8回アジア3国対抗                     | 香港                       | 73   | 3    | 秩父宮ラグビー場（東京都）                                       |          |
| 221 | 2007年5月26日  | 第2回IRBパシフィック・ネーションズカップ2007第1戦                | フィジー                   | 15   | 30   | ラウトカ                                                         |          |
| 222 | 2007年6月2日   | 第2回IRBパシフィック・ネーションズカップ2007第2戦                | トンガ                     | 20   | 17   | コフスハーバー                                                   |          |
| 223 | 2007年6月9日   | 第2回IRBパシフィック・ネーションズカップ2007第3戦                | オーストラリアA代表        | 10   | 71   | タウンズビル                                                     |          |
| 224 | 2007年6月16日  | 第2回IRBパシフィック・ネーションズカップ2007第4戦                | サモア                     | 3    | 13   | 仙台スタジアム（宮城県）                                         |          |
| 225 | 2007年6月24日  | 第2回IRBパシフィック・ネーションズカップ2007第5戦                | ジュニア・オールブラックス | 3    | 51   | 秩父宮ラグビー場（東京都）                                       |          |
| 226 | 2007年8月18日  | イタリア遠征2007                                                 | イタリア                   | 12   | 36   | サンヴァンサン・アオスタ                                         |          |
| 227 | 2007年9月8日   | ラグビーワールドカップ2007 プールB 第1戦                         | オーストラリア             | 3    | 91   | スタッド・ジェルラン（リヨン）                                   |          |
| 228 | 2007年9月12日  | ラグビーワールドカップ2007 プールB 第2戦                         | フィジー                   | 31   | 35   | スタジアム・ド・トゥールーズ（トゥールーズ）                     |          |
| 229 | 2007年9月20日  | ラグビーワールドカップ2007 プールB 第3戦                         | ウェールズ                 | 18   | 72   | ミレニアム・スタジアム（カーディフ）                             |          |
| 230 | 2007年9月25日  | ラグビーワールドカップ2007 プールB 第4戦                         | カナダ                     | 12   | 12   | スタッド・シャバン＝デルマス（ボルドー）                         |          |
| 231 | 2008年4月26日  | 2008年アジア5カ国対抗 第1戦 兼 第11回日韓定期戦                  | 韓国                       | 39   | 17   | 仁川文鶴競技場補助競技場（仁川広域市）                           |          |
| 232 | 2008年5月3日   | 2008年アジア5カ国対抗 第2戦                                      | アラビアンガルフ代表       | 114  | 6    | 花園ラグビー場（大阪府）                                         |          |
| 233 | 2008年5月10日  | 2008年アジア5カ国対抗 第3戦                                      | カザフスタン               | 82   | 6    | アルマトイ・セントラル・スタジアム（アルマトイ）                 |          |
| 234 | 2008年5月18日  | 2008年アジア5カ国対抗 第4戦                                      | 香港                       | 75   | 29   | 新潟スタジアム（新潟県）                                         |          |
| 235 | 2008年6月8日   | 第3回IRBパシフィック・ネーションズカップ2008第1戦                | オーストラリアA代表        | 21   | 42   | 東平尾公園博多の森球技場（福岡県）                               |          |
| 236 | 2008年6月15日  | 第3回IRBパシフィック・ネーションズカップ2008第2戦                | トンガ                     | 35   | 13   | 仙台スタジアム（宮城県）                                         |          |
| 237 | 2008年6月22日  | 第3回IRBパシフィック・ネーションズカップ2008第3戦                | フィジー                   | 12   | 24   | 旧国立競技場（東京都）                                           |          |
| 238 | 2008年6月28日  | 第3回IRBパシフィック・ネーションズカップ2008第4戦                | マオリ・オールブラックス   | 22   | 65   | ネーピア                                                         |          |
| 239 | 2008年7月5日   | 第3回IRBパシフィック・ネーションズカップ2008第5戦                | サモア                     | 31   | 37   | アピアパーク（アピア）                                           |          |
| 240 | 2008年11月16日 | リポビタンDチャレンジ2008                                        | アメリカ合衆国             | 29   | 19   | 瑞穂ラグビー場（愛知県）                                         |          |
| 241 | 2008年11月22日 | リポビタンDチャレンジ2008                                        | アメリカ合衆国             | 32   | 17   | 秩父宮ラグビー場（東京都）                                       |          |
| 242 | 2009年4月25日  | 2009年アジア5カ国対抗 第1戦                                      | カザフスタン               | 87   | 10   | 花園ラグビー場（大阪府）                                         |          |
| 243 | 2009年5月2日   | 2009年アジア5カ国対抗 第2戦                                      | 香港                       | 59   | 6    | 香港フットボールクラブ球技場（香港）                             |          |
| 244 | 2009年5月16日  | 2009年アジア5カ国対抗 第3戦 兼 第12回日韓定期戦                  | 韓国                       | 80   | 9    | 花園ラグビー場（大阪府）                                         |          |
| 245 | 2009年5月23日  | 2009年アジア5カ国対抗 第4戦                                      | シンガポール               | 45   | 15   | ヨー・チュー・カン・スタジアム（シンガポール）                   |          |
| 246 | 2009年6月18日  | 第4回IRBパシフィック・ネーションズカップ2009第1戦                | サモア                     | 15   | 34   | シンガトカ                                                       |          |
| 247 | 2009年6月23日  | 第4回IRBパシフィック・ネーションズカップ2009第2戦                | ジュニア・オールブラックス | 21   | 52   | ラウトカ                                                         |          |
| 248 | 2009年6月27日  | 第4回IRBパシフィック・ネーションズカップ2009第3戦                | トンガ                     | 21   | 19   | ラウトカ                                                         |          |
| 249 | 2009年7月3日   | 第4回IRBパシフィック・ネーションズカップ2009第4戦                | フィジー                   | 39   | 40   | スバ                                                             |          |
| 250 | 2009年11月15日 | リポビタンDチャレンジ2009                                        | カナダ                     | 46   | 8    | 仙台スタジアム（宮城県）                                         |          |
| 251 | 2009年11月21日 | リポビタンDチャレンジ2009                                        | カナダ                     | 27   | 6    | 秩父宮ラグビー場（東京都）                                       |          |

## 2010年代
| #   | 開催日         | 大会名                                                                               | 対戦相手             | 得点 | 失点 | 会場                                                           | レポート |
| --- | -------------- | ------------------------------------------------------------------------------------ | -------------------- | ---- | ---- | -------------------------------------------------------------- | -------- |
| 252 | 2010年5月1日   | 2010年アジア5カ国対抗 第1戦 兼 第7回RWC最終予選                                      | 韓国                 | 71   | 13   | 大邱                                                           |          |
| 253 | 2010年5月8日   | 2010年アジア5カ国対抗 第2戦 兼 第7回RWC最終予選                                      | アラビアンガルフ代表 | 60   | 5    | 秩父宮ラグビー場（東京都）                                     |          |
| 254 | 2010年5月15日  | 2010年アジア5カ国対抗 第3戦 兼 第7回RWC最終予選                                      | カザフスタン         | 101  | 7    | 秩父宮ラグビー場（東京都）                                     |          |
| 255 | 2010年5月22日  | 2010年アジア5カ国対抗 第4戦 兼 第7回RWC最終予選                                      | 香港                 | 94   | 5    | 秩父宮ラグビー場（東京都）                                     |          |
| 256 | 2010年6月12日  | 第5回IRBパシフィック・ネーションズカップ2010第1戦                                    | フィジー             | 8    | 22   | ラウトカ                                                       |          |
| 257 | 2010年6月19日  | 第5回IRBパシフィック・ネーションズカップ2010第2戦                                    | サモア               | 31   | 23   | アピアパーク（アピア）                                         |          |
| 258 | 2010年6月26日  | 第5回IRBパシフィック・ネーションズカップ2010第3戦                                    | トンガ               | 26   | 23   | アピアパーク（アピア）                                         |          |
| 259 | 2010年10月30日 | リポビタンDチャレンジ2010                                                            | サモア               | 10   | 13   | 秩父宮ラグビー場（東京都）                                     |          |
| 260 | 2010年11月6日  | リポビタンDチャレンジ2010                                                            | ロシア               | 75   | 3    | 秩父宮ラグビー場（東京都）                                     |          |
| 261 | 2011年4月30日  | 2011年アジア5カ国対抗 第1戦                                                          | 香港                 | 45   | 22   | 香港フットボールクラブ球技場（香港）                           |          |
| 262 | 2011年5月7日   | 2011年アジア5カ国対抗 第2戦                                                          | カザフスタン         | 61   | 0    | スパチャラサイ国立競技場（バンコク）                           |          |
| 263 | 2011年5月13日  | 2011年アジア5カ国対抗 第3戦                                                          | アラブ首長国連邦     | 111  | 0    | ザ・セブンズ（ドバイ）                                         |          |
| 264 | 2011年5月21日  | 2011年アジア5カ国対抗 第4戦                                                          | スリランカ           | 90   | 13   | CR&FCグラウンド（コロンボ）                                    |          |
| 265 | 2011年7月2日   | 第6回IRBパシフィックネーションズカップ                                               | サモア               | 15   | 34   | 秩父宮ラグビー場（東京都）                                     |          |
| 266 | 2011年7月9日   | 第6回IRBパシフィックネーションズカップ第2戦                                          | トンガ               | 28   | 27   | スバ                                                           |          |
| 267 | 2011年7月13日  | 第6回IRBパシフィックネーションズカップ第3戦                                          | フィジー             | 24   | 13   | ラウトカ                                                       |          |
| 268 | 2011年8月13日  | イタリア遠征2011                                                                     | イタリア             | 24   | 31   | スタディオ・ディノ・マヌッツィ（チェゼーナ）                   |          |
| 269 | 2011年8月21日  | リポビタンDチャレンジ2011 RWC2011NZ大会壮行試合                                      | アメリカ合衆国       | 20   | 14   | 秩父宮ラグビー場（東京都）                                     |          |
| 270 | 2011年9月10日  | ラグビーワールドカップ2011 プールA 第1戦                                             | フランス             | 21   | 47   | ノース・ハーバー・スタジアム（オークランド）                   |          |
| 271 | 2011年9月16日  | ラグビーワールドカップ2011 プールA 第2戦                                             | ニュージーランド     | 7    | 83   | ワイカト・スタジアム（ハミルトン）                             |          |
| 272 | 2011年9月21日  | ラグビーワールドカップ2011 プールA 第3戦                                             | トンガ               | 18   | 31   | オカラパーク（ファンガレイ）                                   |          |
| 273 | 2011年9月27日  | ラグビーワールドカップ2011 プールA 第4戦                                             | カナダ               | 23   | 23   | マクリーンパーク（ネーピア）                                   |          |
| 274 | 2012年4月28日  | 2012年アジア5カ国対抗 第1戦                                                          | カザフスタン         | 87   | 0    | アルマトイ・セントラル・スタジアム（アルマトイ）               |          |
| 275 | 2012年5月5日   | 2012年アジア5カ国対抗 第2戦                                                          | アラブ首長国連邦     | 106  | 3    | 東平尾公園博多の森球技場（福岡県）                             |          |
| 276 | 2012年5月12日  | 2012年アジア5カ国対抗 第3戦                                                          | 韓国                 | 52   | 8    | 城南                                                           |          |
| 277 | 2012年5月19日  | 2012年アジア5カ国対抗 第4戦                                                          | 香港                 | 67   | 0    | 秩父宮ラグビー場（東京都）                                     |          |
| 278 | 2012年6月5日   | 第7回IRBパシフィック・ネーションズカップ第1戦                                        | フィジー             | 19   | 25   | 瑞穂ラグビー場（愛知県）                                       |          |
| 279 | 2012年6月10日  | 第7回IRBパシフィック・ネーションズカップ第2戦                                        | トンガ               | 20   | 24   | 秩父宮ラグビー場（東京都）                                     |          |
| 280 | 2012年6月17日  | 第7回IRBパシフィック・ネーションズカップ第3戦                                        | サモア               | 26   | 27   | 秩父宮ラグビー場（東京都）                                     |          |
| 281 | 2012年11月10日 | ヨーロッパ遠征2012 第1戦                                                             | ルーマニア           | 34   | 23   | スタディオヌル・ナツィオナル（ブカレスト）                     |          |
| 282 | 2012年11月17日 | ヨーロッパ遠征2012 第2戦                                                             | ジョージア           | 25   | 22   | ミヘイル・メスヒ・スタジアム（トビリシ）                       |          |
| 283 | 2013年4月20日  | 2013年アジア5カ国対抗 第1戦                                                          | フィリピン           | 121  | 0    | 東平尾公園博多の森球技場（福岡県）                             |          |
| 284 | 2013年4月27日  | 2013年アジア5カ国対抗 第2戦                                                          | 香港                 | 38   | 0    | 香港フットボールクラブ球技場（香港）                           |          |
| 285 | 2013年5月4日   | 2013年アジア5カ国対抗 第3戦                                                          | 韓国                 | 64   | 5    | 秩父宮ラグビー場（東京都）                                     |          |
| 286 | 2013年5月10日  | 2013年アジア5カ国対抗 第4戦                                                          | アラブ首長国連邦     | 93   | 3    | ザ・セブンズ（ドバイ）                                         |          |
| 287 | 2013年5月25日  | 第8回IRBパシフィック・ネーションズカップ第1戦                                        | トンガ               | 17   | 27   | 三ツ沢公園球技場（神奈川県）                                   |          |
| 288 | 2013年6月1日   | 第8回IRBパシフィック・ネーションズカップ第2戦                                        | フィジー             | 8    | 22   | ラウトカ                                                       |          |
| 289 | 2013年6月8日   | リポビタンDチャレンジカップ2013                                                      | ウェールズ           | 18   | 22   | 花園ラグビー場（大阪府）                                       |          |
| 290 | 2013年6月15日  | リポビタンDチャレンジカップ2013                                                      | ウェールズ           | 23   | 8    | 秩父宮ラグビー場（東京都）                                     |          |
| 291 | 2013年6月19日  | 第8回IRBパシフィック・ネーションズカップ第3戦                                        | カナダ               | 16   | 13   | 瑞穂ラグビー場（愛知県）                                       |          |
| 292 | 2013年6月23日  | 第8回IRBパシフィック・ネーションズカップ第4戦                                        | アメリカ合衆国       | 38   | 20   | 秩父宮ラグビー場（東京都）                                     |          |
| 293 | 2013年11月2日  | リポビタンDチャレンジカップ2013                                                      | ニュージーランド     | 6    | 54   | 秩父宮ラグビー場（東京都）                                     |          |
| 294 | 2013年11月9日  | リポビタンDツアー2013（ヨーロッパ遠征）                                              | スコットランド       | 17   | 42   | マレーフィールド・スタジアム（エディンバラ）                   |          |
| 295 | 2013年11月15日 | リポビタンDツアー2013（ヨーロッパ遠征）                                              | ロシア               | 40   | 13   | エリアススタジアム（コルウィンベイ）                           |          |
| 296 | 2013年11月23日 | リポビタンDツアー2013（ヨーロッパ遠征）                                              | スペイン             | 40   | 7    | エスタディオ・ナシオナル・コンプルテンス（マドリード）         |          |
| 297 | 2014年5月3日   | 2014年アジア5カ国対抗 第1戦                                                          | フィリピン           | 99   | 10   | カランバ                                                       |          |
| 298 | 2014年5月10日  | 2014年アジア5カ国対抗 第2戦                                                          | スリランカ           | 132  | 10   | 瑞穂ラグビー場（愛知県）                                       |          |
| 299 | 2014年5月17日  | 2014年アジア5カ国対抗 第3戦                                                          | 韓国                 | 62   | 5    | 仁川文鶴競技場（仁川広域市）                                   |          |
| 300 | 2014年5月25日  | 2014年アジア5カ国対抗 第4戦                                                          | 香港                 | 49   | 8    | 旧国立競技場（東京都）                                         |          |
| 301 | 2014年5月30日  | リポビタンDチャレンジカップ2014                                                      | サモア               | 33   | 14   | 秩父宮ラグビー場（東京都）                                     |          |
| 302 | 2014年6月7日   | 第9回IRBパシフィック・ネーションズカップ第1戦                                        | カナダ               | 34   | 25   | バーナビー                                                     |          |
| 303 | 2014年6月14日  | 第9回IRBパシフィック・ネーションズカップ第2戦                                        | アメリカ合衆国       | 37   | 29   | ロサンゼルス                                                   |          |
| 304 | 2014年6月21日  | リポビタンDチャレンジカップ2014                                                      | イタリア             | 26   | 23   | 秩父宮ラグビー場（東京都）                                     |          |
| 305 | 2014年11月15日 | リポビタンDツアー2014（ヨーロッパ遠征）第1戦                                         | ルーマニア           | 18   | 13   | スタディオヌル・ナツィオナル（ブカレスト）                     |          |
| 306 | 2014年11月23日 | リポビタンDツアー2014（ヨーロッパ遠征）第2戦                                         | ジョージア           | 24   | 35   | ミヘイル・メスヒ・スタジアム（トビリシ）                       |          |
| 307 | 2015年4月18日  | 2015年アジアラグビーチャンピオンシップ 第1戦                                         | 韓国                 | 56   | 30   | 仁川南洞アジアードラグビー競技場（仁川広域市）                 |          |
| 308 | 2015年5月2日   | 2015年アジアラグビーチャンピオンシップ 第2戦                                         | 香港                 | 41   | 0    | 秩父宮ラグビー場（東京都）                                     |          |
| 309 | 2015年5月9日   | 2015年アジアラグビーチャンピオンシップ 第3戦                                         | 韓国                 | 66   | 10   | 東平尾公園博多の森球技場（福岡県）                             |          |
| 310 | 2015年5月23日  | 2015年アジアラグビーチャンピオンシップ 第4戦                                         | 香港                 | 0(3) | 0    | 香港仔運動場（香港）                                           |          |
| 311 | 2015年7月18日  | 第16回WRパシフィック・ネーションズカップ第1戦                                        | カナダ               | 20   | 6    | アメリカ・サンノゼ                                             |          |
| 312 | 2015年7月24日  | 第16回WRパシフィック・ネーションズカップ第2戦                                        | アメリカ合衆国       | 18   | 23   | サクラメント(ボニーフィールド)                                 |          |
| 313 | 2015年7月29日  | 第16回WRパシフィック・ネーションズカップ第3戦                                        | フィジー             | 22   | 27   | トロント                                                       |          |
| 314 | 2015年8月3日   | 第16回WRパシフィック・ネーションズカップ第4戦                                        | トンガ               | 20   | 31   | バーナビ                                                       |          |
| 315 | 2015年8月22日  | リポビタンDチャレンジカップ2015                                                      | ウルグアイ           | 30   | 8    | 東平尾公園博多の森球技場（福岡県）                             |          |
| 316 | 2015年8月29日  | リポビタンDチャレンジカップ2015                                                      | ウルグアイ           | 40   | 0    | 秩父宮ラグビー場（東京都）                                     |          |
| 317 | 2015年9月5日   | RWCウォームアップテストマッチ                                                        | ジョージア           | 13   | 10   | キングスホルム・スタジアム（グロスター）                       |          |
| 318 | 2015年9月19日  | ラグビーワールドカップ2015 プールB 第1戦                                             | 南アフリカ共和国     | 34   | 32   | ファルマー・スタジアム（ファルマー）                           |          |
| 319 | 2015年9月23日  | ラグビーワールドカップ2015 プールB 第2戦                                             | スコットランド       | 10   | 45   | キングスホルム・スタジアム（グロスター）                       |          |
| 320 | 2015年10月3日  | ラグビーワールドカップ2015 プールB 第3戦                                             | サモア               | 26   | 5    | スタジアム MK（ミルトン・キーンズ）                            |          |
| 321 | 2015年10月11日 | ラグビーワールドカップ2015 プールB 第4戦                                             | アメリカ合衆国       | 28   | 18   | キングスホルム・スタジアム（グロスター）                       |          |
| 322 | 2016年4月30日  | 2016年アジアラグビーチャンピオンシップ 第1戦                                         | 韓国                 | 85   | 0    | 三ツ沢公園球技場（神奈川県）                                   |          |
| 323 | 2016年5月7日   | 2016年アジアラグビーチャンピオンシップ 第2戦                                         | 香港                 | 38   | 3    | 香港フットボールクラブ球技場（香港）                           |          |
| 324 | 2016年5月21日  | 2016年アジアラグビーチャンピオンシップ 第3戦                                         | 韓国                 | 60   | 3    | 仁川南洞アジアードラグビー競技場（仁川広域市）                 |          |
| 325 | 2016年5月28日  | 2016年アジアラグビーチャンピオンシップ 第4戦                                         | 香港                 | 59   | 17   | 秩父宮ラグビー場（東京都）                                     |          |
| 326 | 2016年6月11日  | カナダ遠征2016                                                                       | カナダ               | 26   | 22   | BCプレイス（バンクーバー）                                     |          |
| 327 | 2016年6月18日  | リポビタンDチャレンジカップ2016                                                      | スコットランド       | 13   | 26   | 豊田スタジアム（愛知県）                                       |          |
| 328 | 2016年6月25日  | リポビタンDチャレンジカップ2016                                                      | スコットランド       | 16   | 21   | 東京スタジアム（東京都）                                       |          |
| 329 | 2016年11月5日  | リポビタンDチャレンジカップ2016                                                      | アルゼンチン         | 20   | 54   | 秩父宮ラグビー場（東京都）                                     |          |
| 330 | 2016年11月12日 | リポビタンDツアー2016（ヨーロッパ遠征）第1戦                                         | ジョージア           | 28   | 22   | ミヘイル・メスヒ・スタジアム（トビリシ）                       |          |
| 331 | 2016年11月19日 | リポビタンDツアー2016（ヨーロッパ遠征）第2戦                                         | ウェールズ           | 30   | 33   | ミレニアム・スタジアム（カーディフ）                           |          |
| 332 | 2016年11月26日 | リポビタンDツアー2016（ヨーロッパ遠征）第3戦                                         | フィジー             | 25   | 38   | スタッド・ド・ラビーン（ヴァンヌ）                             |          |
| 333 | 2017年4月22日  | 2017年アジアラグビーチャンピオンシップ 第1戦                                         | 韓国                 | 47   | 29   | 韓国・南洞                                                     |          |
| 334 | 2017年4月29日  | 2017年アジアラグビーチャンピオンシップ 第2戦                                         | 韓国                 | 80   | 10   | 秩父宮ラグビー場（東京都）                                     |          |
| 335 | 2017年5月6日   | 2017年アジアラグビーチャンピオンシップ 第3戦                                         | 香港                 | 29   | 17   | 秩父宮ラグビー場（東京都）                                     |          |
| 336 | 2017年5月13日  | 2017年アジアラグビーチャンピオンシップ 第4戦                                         | 香港                 | 16   | 0    | 秩父宮ラグビー場（東京都）                                     |          |
| 337 | 2017年6月10日  | リポビタンDチャレンジカップ2017                                                      | ルーマニア           | 33   | 21   | 熊本県民総合運動公園陸上競技場（えがお健康スタジアム、熊本県） |          |
| 338 | 2017年6月17日  | リポビタンDチャレンジカップ2017                                                      | アイルランド         | 22   | 50   | 静岡県小笠山総合運動公園スタジアム（エコパスタジアム、静岡県） |          |
| 339 | 2017年6月24日  | リポビタンDチャレンジカップ2017                                                      | アイルランド         | 13   | 35   | 東京スタジアム（東京都）                                       |          |
| 340 | 2017年11月4日  | リポビタンDチャレンジカップ2017                                                      | オーストラリア       | 30   | 63   | 横浜国際総合競技場（神奈川県）                                 |          |
| 341 | 2017年11月18日 | リポビタンDツアー2017（ヨーロッパ遠征）                                              | トンガ               | 39   | 6    | フランス・アーネスト・ワロンS                                  |          |
| 342 | 2017年11月25日 | リポビタンDツアー2017（ヨーロッパ遠征）                                              | フランス             | 23   | 23   | フランス・Uアリーナ                                            |          |
| 343 | 2018年6月9日   | リポビタンDチャレンジカップ2018                                                      | イタリア             | 34   | 17   | 大分スポーツ公園総合競技場（大分県）                           |          |
| 344 | 2018年6月16日  | リポビタンDチャレンジカップ2018                                                      | イタリア             | 22   | 25   | 御崎公園球技場（ノエビアスタジアム神戸、兵庫県）               |          |
| 345 | 2018年6月23日  | リポビタンDチャレンジカップ2018                                                      | ジョージア           | 28   | 0    | 豊田スタジアム（愛知県）                                       |          |
| 346 | 2018年11月3日  | リポビタンDチャレンジカップ2018                                                      | ニュージーランド     | 31   | 69   | 東京スタジアム（東京都）                                       |          |
| 347 | 2018年11月18日 | リポビタンDツアー2018（ヨーロッパ遠征）                                              | イングランド         | 15   | 35   | トゥイッケナム・スタジアム（ロンドン）                         |          |
| 348 | 2018年11月24日 | リポビタンDツアー2018（ヨーロッパ遠征）                                              | ロシア               | 32   | 27   | キングスホルム・スタジアム（グロスター）                       |          |
| 349 | 2019年7月27日  | リポビタンDチャレンジカップ2019 パシフィックネーションズカップ2019日本ラウンド 第1戦 | フィジー             | 34   | 21   | 釜石鵜住居復興スタジアム（岩手県）                             |          |
| 350 | 2019年8月3日   | リポビタンDチャレンジカップ2019 パシフィックネーションズカップ2019日本ラウンド 第2戦 | トンガ               | 41   | 7    | 花園ラグビー場（大阪府）                                       |          |
| 351 | 2019年8月10日  | ワールドラグビー パシフィックネーションズカップ2019                                  | アメリカ合衆国       | 34   | 20   | ANZスタジアム                                                  |          |
| 352 | 2019年9月6日   | リポビタンDチャレンジカップ2019                                                      | 南アフリカ共和国     | 7    | 41   | 熊谷ラグビー場（埼玉県）                                       |          |
| 353 | 2019年9月20日  | ラグビーワールドカップ2019 プールA 第1戦                                             | ロシア               | 30   | 10   | 東京スタジアム（東京都）                                       |          |
| 354 | 2019年9月28日  | ラグビーワールドカップ2019 プールA 第2戦                                             | アイルランド         | 19   | 12   | 静岡県小笠山総合運動公園スタジアム（静岡県）                   |          |
| 355 | 2019年10月5日  | ラグビーワールドカップ2019 プールA 第3戦                                             | サモア               | 38   | 19   | 豊田スタジアム（愛知県）                                       |          |
| 356 | 2019年10月13日 | ラグビーワールドカップ2019 プールA 第4戦                                             | スコットランド       | 28   | 21   | 横浜国際総合競技場（神奈川県）                                 |          |
| 357 | 2019年10月20日 | ラグビーワールドカップ2019 決勝トーナメント 準々決勝                                 | 南アフリカ共和国     | 3    | 26   | 東京スタジアム（東京都）                                       |          |

## 2020年代
| #   | 開催日                 | 大会                                                                                 | 対戦相手                                         | 得点 | 失点 | 会場                                                          | レポート          |
| --- | ---------------------- | ------------------------------------------------------------------------------------ | ------------------------------------------------ | ---- | ---- | ------------------------------------------------------------- | ----------------- |
| 358 | 2021年6月26日          | リポビタンDツアー2021（ヨーロッパ遠征） 第1回1888カップ                              | ブリティッシュ・アンド・アイリッシュ・ライオンズ | 10   | 28   | マレーフィールド・スタジアム（エディンバラ）                  | [ 3 ] [ 4 ]       |
| 359 | 2021年7月3日           | リポビタンDツアー2021（ヨーロッパ遠征）                                              | アイルランド                                     | 31   | 39   | アビバ・スタジアム（ダブリン）                                | [ 5 ]             |
| 360 | 2021年10月23日         | リポビタンDチャレンジカップ2021                                                      | オーストラリア                                   | 23   | 32   | 大分スポーツ公園総合競技場（大分県）                          |                   |
| 361 | 2021年11月6日          | リポビタンDツアー2021（ヨーロッパ遠征）                                              | アイルランド                                     | 5    | 60   | アビバ・スタジアム（ダブリン）                                |                   |
| 362 | 2021年11月13日         | リポビタンDツアー2021（ヨーロッパ遠征）                                              | ポルトガル                                       | 38   | 25   | エスタディオ・シダーデ・デ・コインブラ（コインブラ）          |                   |
| 363 | 2021年11月20日         | リポビタンDツアー2021（ヨーロッパ遠征）                                              | スコットランド                                   | 20   | 29   | マレーフィールド・スタジアム（エディンバラ）                  |                   |
| 364 | 2022年6月18日          | リポビタンDチャレンジカップ2022                                                      | ウルグアイ                                       | 34   | 15   | 秩父宮ラグビー場（東京都）                                    |                   |
| 365 | 2022年6月25日          | リポビタンDチャレンジカップ2022                                                      | ウルグアイ                                       | 43   | 7    | 北九州スタジアム（ミクニワールドスタジアム北九州、福岡県）    |                   |
| 366 | 2022年7月2日           | リポビタンDチャレンジカップ2022                                                      | フランス                                         | 23   | 42   | 豊田スタジアム（愛知県）                                      |                   |
| 367 | 2022年7月9日           | リポビタンDチャレンジカップ2022                                                      | フランス                                         | 15   | 20   | 国立競技場（東京都）                                          |                   |
| 368 | 2022年10月29日         | リポビタンDチャレンジカップ2022                                                      | ニュージーランド                                 | 31   | 38   | 国立競技場（東京都）                                          |                   |
| 369 | 2022年11月12日（現地） | リポビタンD TOUR2022（ヨーロッパ遠征）                                               | イングランド                                     | 13   | 52   | トゥイッケナム・スタジアム（ロンドン）                        |                   |
| 370 | 2022年11月20日         | リポビタンD TOUR2022（ヨーロッパ遠征）                                               | フランス                                         | 17   | 35   | スタジアム・ド・トゥールーズ（トゥールーズ）                  |                   |
| 371 | 2023年7月22日          | リポビタンDチャレンジカップ2023（パシフィックネイションズカップ）                    | サモア                                           | 22   | 24   | 札幌ドーム（北海道）                                          | [ 6 ] [ 7 ] [ 8 ] |
| 372 | 2023年7月29日          | リポビタンDチャレンジカップ2023（パシフィックネイションズカップ）                    | トンガ                                           | 21   | 16   | 花園ラグビー場（大阪府）                                      | [ 9 ] [ 10 ]      |
| 373 | 2023年8月5日           | リポビタンDチャレンジカップ2023（パシフィックネイションズカップ）                    | フィジー                                         | 12   | 35   | 秩父宮ラグビー場（東京都）                                    | [ 11 ] [ 12 ]     |
| 374 | 2023年8月26日          | リポビタンDツアー2023                                                                | イタリア                                         | 21   | 42   | Stadio Comunale di Monigo（トレヴィーゾ）                     | [ 13 ] [ 14 ]     |
| 375 | 2023年9月10日          | ラグビーワールドカップ2023 プールD 第1戦                                             | チリ                                             | 42   | 12   | スタジアム・ド・トゥールーズ（トゥールーズ）                  |                   |
| 376 | 2023年9月17日          | ラグビーワールドカップ2023 プールD 第2戦                                             | イングランド                                     | 12   | 34   | スタッド・ド・ニース（ニース）                                |                   |
| 377 | 2023年9月28日          | ラグビーワールドカップ2023 プールD 第3戦                                             | サモア                                           | 28   | 22   | スタジアム・ド・トゥールーズ（トゥールーズ）                  |                   |
| 378 | 2023年10月8日          | ラグビーワールドカップ2023 プールD 第4戦                                             | アルゼンチン                                     | 27   | 39   | スタッド・ドゥ・ラ・ボージョワール（ナント）                  |                   |
| 379 | 2024年6月22日          | リポビタンDチャレンジカップ2024                                                      | イングランド                                     | 17   | 52   | 国立競技場（東京都）                                          |                   |
| 380 | 2024年7月13日          | リポビタンDチャレンジカップ2024                                                      | ジョージア                                       | 23   | 25   | 仙台スタジアム（ユアテックスタジアム仙台、宮城県）            |                   |
| 381 | 2024年7月21日          | リポビタンDチャレンジカップ2024                                                      | イタリア                                         | 14   | 42   | 札幌ドーム（北海道）                                          |                   |
| 382 | 2024年8月25日          | アサヒスーパードライ パシフィックネーションズカップ2024 プール戦                     | カナダ                                           | 55   | 28   | BCプレイス（バンクーバー）                                    |                   |
| 383 | 2024年9月7日           | アサヒスーパードライ パシフィックネーションズカップ2024 プール戦                     | アメリカ合衆国                                   | 41   | 24   | 熊谷ラグビー場（埼玉県）                                      |                   |
| 384 | 2024年9月15日          | アサヒスーパードライ パシフィックネーションズカップ2024 ファイナルシリーズ（準決勝） | サモア                                           | 49   | 27   | 秩父宮ラグビー場（東京都）                                    |                   |
| 385 | 2024年9月21日          | アサヒスーパードライ パシフィックネーションズカップ2024 ファイナルシリーズ（決勝）   | フィジー                                         | 17   | 41   | 東大阪市花園ラグビー場（大阪府）                              |                   |
| 386 | 2024年10月26日         | リポビタンDチャレンジカップ2024                                                      | ニュージーランド                                 | 19   | 64   | 横浜国際総合競技場（日産スタジアム、神奈川県）                |                   |
| 387 | 2024年11月9日          | リポビタンDツアー2024                                                                | フランス                                         | 12   | 52   | スタッド・ド・フランス（パリ）                                |                   |
| 388 | 2024年11月16日         | リポビタンDツアー2024                                                                | ウルグアイ                                       | 36   | 20   | シャンベリー・サヴォワ・スタジアム（シャンベリ）              |                   |
| 389 | 2024年11月24日         | リポビタンDツアー2024                                                                | イングランド                                     | 14   | 59   | トゥイッケナム・スタジアム（ロンドン）                        |                   |
| 390 | 2025年7月5日           | リポビタンDチャレンジカップ2025                                                      | ウェールズ                                       | 24   | 19   | ミクニワールドスタジアム北九州（福岡県）                      |                   |
| 391 | 2025年7月12日          | リポビタンDチャレンジカップ2025                                                      | ウェールズ                                       | 22   | 31   | ノエビアスタジアム神戸（兵庫県）                              |                   |
| 392 | 2025年8月30日          | パシフィックネーションズカップ2025 プール戦                                          | カナダ                                           | -    | -    | ユアテックスタジアム仙台（宮城県）                            |                   |
| 393 | 2025年9月6日           | パシフィックネーションズカップ2025 プール戦                                          | アメリカ合衆国                                   | -    | -    | ハート・ヘルス・パーク（サクラメント）                        |                   |
| 394 | 2025年9月14日          | パシフィックネーションズカップ2025 ファイナルシリーズ                                | -                                                | -    | -    | ディックス・スポーティング・グッズ・パーク（ コマースシティ） |                   |
| 395 | 2025年9月20日          | パシフィックネーションズカップ2025 ファイナルシリーズ                                | -                                                | -    | -    | アメリカ・ファースト・フィールド（サンディ）                  |                   |
| 396 | 2025年10月25日         | リポビタンDチャレンジカップ2025                                                      | オーストラリア                                   | -    | -    | 国立競技場（東京都）                                          |                   |
| 397 | 2025年11月8日          | リポビタンDツアー2025                                                                | アイルランド                                     | -    | -    | アビバ・スタジアム（ダブリン）                                |                   |
| 398 | 2025年11月15日         | リポビタンDツアー2025                                                                | ウェールズ                                       | -    | -    | プリンシパリティ・スタジアム（カーディフ）                    |                   |
| 399 | 2025年11月22日         | リポビタンDツアー2025                                                                | ジョージア                                       | -    | -    | -                                                             |                   |